# Tom Andrews (Musiker)
Thomas E. „Tom“ Andrews (* 1941 oder 1942; † 18. November 2022) war ein US-amerikanischer Jazzmusiker (Schlagzeug).
Zusammen mit seinem Bruder Robert diente Andrews nach dem Collegeabschluss in Benilde-St. Margaret's in St. Louis Park, Minnesota drei Jahre lang in der US-Marine. Tom Andrews galt als ein begabter Schlagzeuger des traditionellen Jazz, der mit vielen Gruppen und Musikern vorwiegend in der Metropolregion Minneapolis–Saint Paul auftrat, darunter Doc Evans, die Hall Brothers Jazz Band von Russ und Stan Hall, die Barbary Coast Dixieland Band um Dick Peterson, die Upper Mississippi Jazz Band, die Mouldy Figs und Jazz by Fosse, mit denen z. T. auch Aufnahmen entstanden. Zu hören ist er auch auf Art Hodes’ Album Art Hodes' All-Time All Stars, auf dem er 1968 mit Bill Price, Raymond Burke, Jim Beebe und Pops Foster spielte. Im Hauptberuf war Andrews langjährig Angestellter des All Seasons Wild Bird Store. Zuletzt lebte er in Mendota Heights.